# Cyclarhis
Cyclarhis – rodzaj ptaków z podrodziny wireonków (Vireoninae) w obrębie rodziny wireonkowatych (Vireonidae).

## Zasięg występowania
Rodzaj obejmuje gatunki występujące w Meksyku, Ameryce Centralnej i Ameryce Południowej.

## Morfologia
Długość ciała 14–16 cm; masa ciała 22–35 g.

## Systematyka

### Etymologia
- Cyclarhis (Cyclorhis, Cyclaris, Cychloris, Cycloris, Cyclorrhis, Cychlorhis): gr. κυκλος kuklos „koło”; ῥις rhis, ῥινος rhinos „nozdrza”[11].
- Laniagra: zbitka wyrazowa nazw rodzajowych: Lanius Linnaeus, 1758 (dzierzba) i Tanagra Linnaeus, 1764 (organka)[12]. Typ nomenklatoryczny: Tanagra gujanensis J.F. Gmelin, 1789.

### Podział systematyczny
Do rodzaju należą następujące gatunki:
- Cyclarhis gujanensis (J.F. Gmelin, 1789) – cyklara gujańska
- Cyclarhis nigrirostris Lafresnaye, 1842 – cyklara czarnodzioba